# Col du Ménez-Hom
Le col du Ménez-Hom est situé dans le Finistère en France, sur le versant sud-ouest du Ménez Hom.

## Géographie
Ce col est situé à 212 mètres d'altitude au sud-ouest du Ménez Hom, sur la D887 entre le croisement avec la D83 (route pour accéder au sommet du Ménez Hom) et la D108.

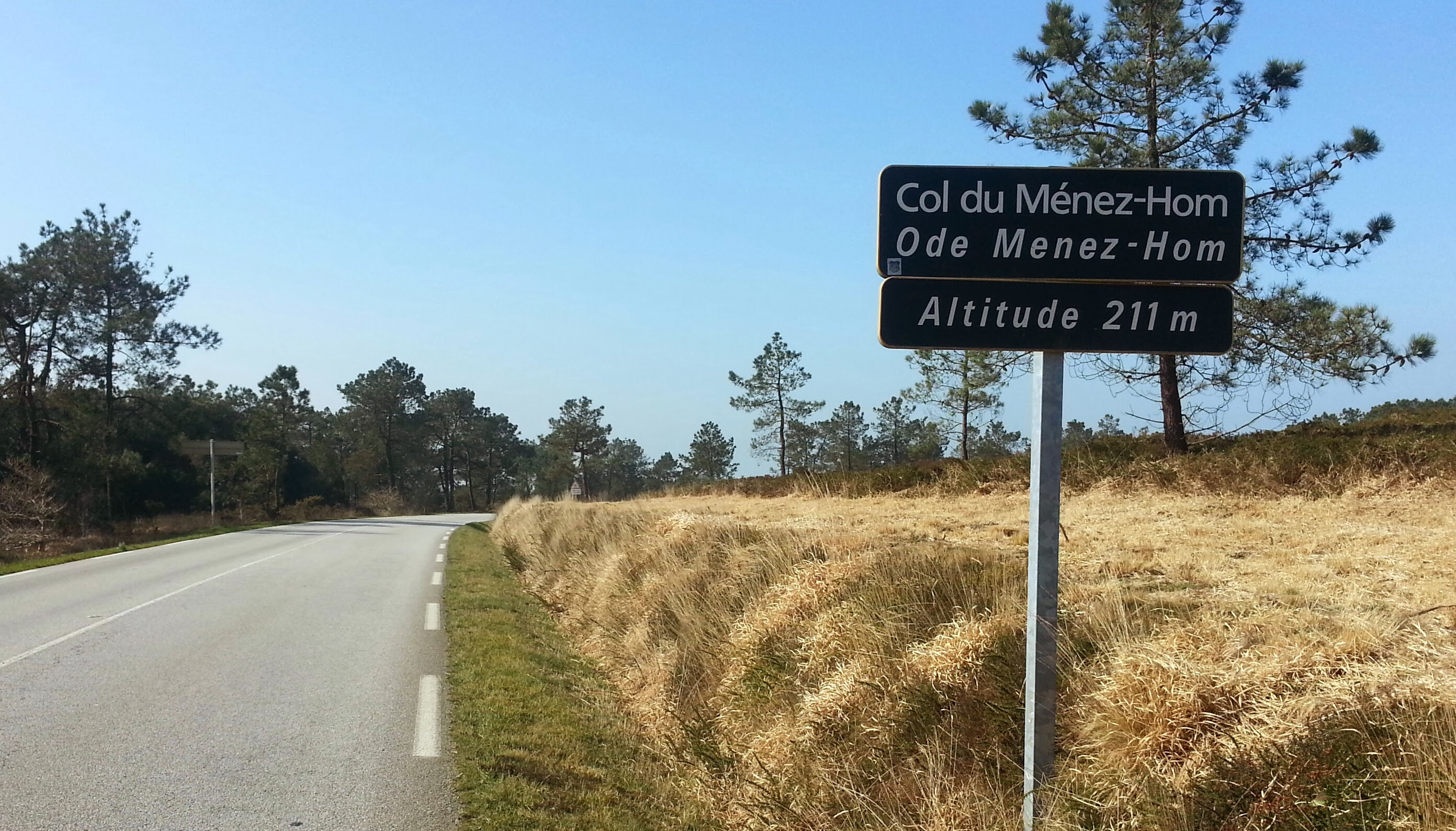
Le col du Ménez-Hom.